# Крабија (Новара)
Крабија је насеље у Италији у округу Новара, региону Пијемонт.
Према процени из 2011. у насељу је живело 235 становника. Насеље се налази на надморској висини од 358 м.